# Yunus Malli
Yunus Malli (in turco: Yunus Mallı; Kassel, 24 febbraio 1992) è un calciatore tedesco naturalizzato turco, centrocampista o attaccante svincolato.

## Carriera

### Club
Nella stagione 2011-2012 ha giocato 13 partite in Bundesliga con il Mainz; l'anno seguente gioca invece 14 partite segnando anche un gol.

### Nazionale
Ha giocato, per la Germania 2 partite negli Europei Under-17 del 2009 e 2 partite (con anche un gol segnato) nei Mondiali Under-17 dello stesso anno. Poi ha fatto le trafile delle nazionali giovanili fino all'Under 21.
Il 13 novembre 2015 opta per la Turchia esordendo nell'amichevole contro il Qatar.
Viene convocato per gli Europei 2016 in Francia.

## Palmarès

### Club

#### Competizioni nazionali
- Campionato turco: 1

Trabzonspor: 2021-2022